# Garry Kenneth
Garry Kenneth (Dundee, 21 giugno 1987) è un calciatore scozzese, difensore del Lochee Utd.

## Carriera

### Club
Ha giocato nella massima serie scozzese ed in quella lettone.

### Nazionale
Ha partecipato ai Mondiali Under-20 del 2007.

## Palmarès

### Club

#### Competizioni nazionali
- Coppa di Scozia: 1

Dundee United: 2009-2010
- Ziemas Kauss: 1

Skonto: 2015